# Tonella floribunda
Tonella floribunda är en grobladsväxtart som beskrevs av Asa Gray. Tonella floribunda ingår i släktet Tonella och familjen grobladsväxter. Inga underarter finns listade i Catalogue of Life.